# Francesca Doveri
Francesca Doveri (née le 21 décembre 1982 à Pontedera) est une athlète italienne, spécialiste des épreuves combinées.

## Biographie
En pentathlon en salle, son record est de 4 423 points en 2009, saison dans laquelle elle termine 9e lors des Championnats d'Europe en salle de Turin.
Son record en heptathlon est de 5 988 points obtenus en 2011, tandis qu'au pentathlon en salle son meilleur score, record national, est de 4 423 points.
Elle fait partie de l'Esercito italiano. Elle a remporté deux fois le titre de championne d'Italie (et trois fois en salle). En 2011, à Bressanone, elle a conduit l'équipe italienne à la promotion en Super League de la Coupe d'Europe des nations d'athlétisme des épreuves combinées. Sélectionnée pour les Championnats du monde à Daegu où elle portera les couleurs italiennes pour la neuvième fois.
Ses records personnels sont les suivants : 200 m (24 s 32, +1,0 m/s) ; 800 m (2 min 11 s 55) ; 100 m haies (13 s 33, +0,5 m/s) ; hauteur (1,79 m) ; longueur (6,20 m, -0,4 m/s) ; poids (12,84 m) et javelot (36,28 m).